# Tony Bellew
Tony Bellew (Liverpool, Merseyside, Inglaterra, 30 de noviembre de 1982) es un boxeador británico. Tuvo el título de peso crucero del CMB de 2016 a 2017, y anteriormente los títulos de peso semipesado británico y de la Mancomunidad entre 2010 y 2014, y el título crucero europeo de 2015 a 2016. Como amateur, Bellew es tres veces campeón de peso pesado de ABA. Hizo su debut como actor con un papel de apoyo en el drama deportivo de 2015 y el spin-off de la franquicia Rocky, Creed.

## Carrera profesional

### Peso semipesado

#### Inicios
Bellew hizo su debut profesional en el boxeo el 6 de octubre de 2007 contra el oficial Jamie Ambler e hizo un comienzo ganador con una victoria en la segunda ronda. Siguió la victoria con más victorias en 2007 sobre Adam Wilcox, peleando en el Millennium Stadium de Cardiff y Wayne Brooks en el Bolton Arena.

#### Campeón de la Commonwealth
El 12 de marzo de 2010, Bellew desafió el título vacante de la Mancomunidad en peso pesado ligero derrotando a Atoli Moore en el Echo Arena en Liverpool. Hizo su primera defensa del título el 24 de septiembre de 2010 ganando una dura victoria contra Bob Ajisafe en el Grosvenor House Hotel en el Mayfair de Londres, con Bellew teniendo que recuperarse de una caída repentina durante la pelea. Hizo su segunda defensa del título el 9 de diciembre de 2010, regresando al Echo Arena para detener al ex campeón de la Mancomunidad Ovill McKenzie en el octavo asalto a pesar de sufrir dos caídas en la pelea tanto en la primera como en la segunda ronda.

#### Bellew vs. Stevenson
Bellew se convirtió en el retador obligatorio para el título de peso semipesado del CMB después de la victoria contra Chilemba. Sin embargo, una pelea entre Adonis Stevenson y Tavoris Cloud se produjo el 28 de septiembre de 2013, y el ganador se hizo para defender su título contra Bellew antes de fin de año. Stevenson se convirtió en el primer boxeador en evitar que Bellew ganara la pelea por TKO. En la ronda 6, Stevenson derribó a Bellew con la mano izquierda, venció al conteo y el árbitro dejó que la pelea continuara. Bellew fue noqueado por otro par de manos izquierdas antes de que el árbitro pudiera entrar y detener la pelea. En el momento de la detención, Stevenson estaba por delante en las tarjetas de puntuación 50-45, 49-46, 50-45. Bellew contempló pasar al peso crucero después de la pérdida. Según la firma Nielsen Media Research, la pelea atrajo a un promedio de 1.3 millones de espectadores en la red de HBO, convirtiéndose en la quinta pelea más vista de 2013.

### Peso crucero
Bellew celebró su primera pelea como crucero con un nocaut en el 12° asalto contra Valery Brudov el 15 de marzo de 2014 en el Echo Arena, Liverpool. Esto fue por el título vacante de la OMB de peso crucero internacional. Bellew defendió con éxito el título el 12 de julio de 2014 contra Julio Cesar Dos Santos a través de un nocaut técnico en el quinto asalto.

#### Bellew vs. Cleverly II
El 22 de noviembre de 2014 Bellew consiguió su revancha contra Nathan Cleverly, esta vez luchando como cruceros. La pelea tuvo lugar en el Echo Arena de Liverpool, también eliminatoria del campeonato de peso crucero de la OMB. El título fue ocupado por Marco Huck en ese momento. El combate fue de 12 asaltos ya que Bellew ganó por decisión dividida 115-113, 116-112 y 114-115. En la entrevista posterior a la pelea, Bellew dijo: "Estoy en la luna, escuche, se acabó, dijimos un montón de cosas. No me gusta ahora, pero se resolvió esta noche. Se acabó. , está hecho y he superado a un gran atleta ". Cleverly dijo que tuvo problemas para lidiar con Bellew con un peso mayor. Después de la pelea, Cleverly regresó al peso semipesado.
En 2015, Bellew luchó contra dos boxeadores europeos de menor rango. Derrotó a Ivica Bacurin por nocaut técnico en el décimo asalto y a Arturs Kulikauskis por nocaut técnico en el quinto asalto.

#### Bellew vs. Masternak
El 29 de noviembre de 2015, Sky Sports confirmó que Bellew pelearía contra el contendor polaco y exretador del título mundial Mateusz Masternak (36-3, 26 KOs) por el vacante título de peso crucero europeo. La pelea tuvo lugar el 12 de diciembre en el O2 Arena en Londres. Bellew produjo una actuación sólida ya que la pelea con Masternak fue de ida y vuelta en todo momento. Al entrar en la ronda 12, Bellew estaba ganando por una ronda. Bellew sacudió mal a Masternak al final de la ronda pero no pudo terminarlo. Sin embargo, ganó la pelea por decisión unánime 115-112, 115-112 y 115-113 para capturar el campeonato europeo.

#### Bellew vs. Makabu
El 29 de mayo de 2016, Bellew desafió el título de peso crucero del CMB, desocupado por Grigory Drozd, que se había lesionado y no peleaba desde su victoria por nocaut en mayo de 2015. Bellew se enfrentó a Ilunga Makabu (19-1, 18 KOs), que no había perdido desde su debut en 2008, en Goodison Park en Liverpool. Makabu estaba programado para luchar contra Drozd, solo para que el ruso se retire por una lesión, lo que provocó que el CMB lo despojara. Bellew pesó 14 libras y media, mientras que Makabu subió a la balanza un poco más de 14. Bellew superó una caída en el primer asalto para entregar un atronador golpe de gracia de Makabu y convertirse en campeón del CMB, ganando su primer título mundial. Durante la entrevista posterior a la pelea, Bellew llamó a Denis Lebedev, pero no a Rusia y a David Haye en el peso crucero.

#### Bellew vs. Flores
Bellew anunció que haría su primera defensa voluntaria de su título mundial en el Echo Arena el 15 de octubre, contra el boxeador estadounidense de 37 años BJ Flores (32-2-1, 20 KOs) en vivo en Sky Sports. Esta fue la primera vez que Flores desafió por un título mundial, después de haber luchado por un título interino y el título de IBO. El WBC declaró que el ganador tenía que pelear contra Mairis Briedis, el retador obligatorio, después de su victoria sobre Olanrewaju Durodola. Briedis también luchó en la cartelera para detener al prospecto británico invicto Simon Vallily. Briedis aceptó dar un paso adicional para permitir que esta pelea se lleve a cabo.
Luego de una primera ronda igualada, la segunda ronda resultó ser brutal cuando Bellew golpeó a Flores en la cintura. El árbitro no vio esto como debajo de la cintura, sin embargo, Flores se detuvo por unos segundos para mover al árbitro que había sido golpeado con un golpe bajo. Mientras lo hacía, Bellew apretó con más presión, derribando a Flores. Bellew derribó a Flores dos veces más en el segundo asalto, asegurando una vuelta de 10-6 a su favor. Después de una cuarta caída en la tercera ronda, Flores no pudo vencer el recuento del árbitro declarando a Bellew el ganador por nocaut y haciendo una primera defensa exitosa del título mundial del CMB. Después de la victoria, Bellew inmediatamente lanzó un ataque verbal contra su rival David Haye, que estaba en el ringside, repitiendo que él era el siguiente. Refiriéndose a Haye como 'Bob Esponja', Bellew llevó a cabo el asalto verbal en la entrevista posterior a la pelea utilizando blasfemias y burlas de Haye, afirmando que ha estado 'engañando al público británico' desde que anunció su regreso. Eddie Hearn afirmó que la pelea podría llevarse a cabo en peso pesado o en peso crucero para el título del WBC de Bellew.

### Peso pesado

#### Bellew vs. Haye
El 25 de noviembre de 2016, Eddie Hearn anunció vía Twitter que la próxima pelea de Bellew sería contra su compatriota y ex campeón de peso pesado de la AMB, David Haye. La fecha de la pelea estaba fijada para el 4 de marzo de 2017 en The 02 arena, Londres y se mostró en Sky Box Office y fue la primera pelea de peso completo de Bellew. Debido a que la pelea era en peso pesado, el título crucero no estaba en juego.
En la primera conferencia de prensa el 30 de noviembre, estalló una pelea cuando Bellew y Haye se enfrentaron cara a cara, Haye había lanzado un gancho de izquierda a Bellew, dejando una marca. Ambos fueron separados antes de que todo vaya a más. El 3 de marzo de 2017, Haye pesó 224.9 libras, más pesado que Bellew, que llegó a 213 libras, su mejor marca en su carrera. La pelea comenzó como un punto muerto hasta la sexta ronda, donde Haye se lesionó el tobillo y cayó dos veces. Bellew luego tomó el control de la pelea ya que Haye optó por continuar. Bellew derribó a Haye de las cuerdas al final del undécimo asalto. Haye logró ponerse de pie, pero su entrenador Shane McGuigan tiró la toalla, dándole a Bellew una victoria por TKO. Bellew acreditó a Haye por su valentía, mientras que Haye se negó a culpar de su lesión y declaró que Bellew era "con mucho el mejor boxeador", aunque declaró que quería una revancha. Bellew pensó en retirarse después de afirmar que lo había hecho todo. También reveló que se rompió la mano en las primeras rondas. En el momento de la interrupción, Bellew lideró en las tres tarjetas de resultados 96-93. Con una división de 60-40 del bolso de £ 7 millones, Haye ganó £ 4.2 millones, mientras que Bellew ganó £ 2.8 millones, su mayor bolso por lejos. Se informó que la pelea generó 890,000 compras en Box Office PPV.
El 28 de marzo, WBC cambió el estado del campeonato mundial de Bellew a campeón emérito. Esto también significó que el ganador entre Marco Huck y Mairis Briedis el 1 de abril se convertiría en nuevo campeón mundial y no en Interino, como se anunció inicialmente. La pelea fue ganada por Briedis, lo que lo convirtió en el nuevo campeón del CMB.

#### Bellew vs. Haye II
En junio de 2017, Bellew declaró que pelearía en noviembre o diciembre de 2017. Tenía tres posibles nombres a considerar, como el campeón de la OMB Joseph Parker, el campeón del CMB Deontay Wilder y una revancha con David Haye (28-3, 26). KOs). Parker es el principal interés.
El 20 de noviembre, se informó que Haye se había lastimado el brazo y obligado a retirarse de la lucha. En un comunicado, Haye dijo: "Estoy devastado de anunciar que mi tan esperada revancha contra Tony Bellew se ha pospuesto hasta el 24 de marzo o el 5 de mayo, sujeto a la programación". Se creyó que la lesión ocurrió durante una sesión de acondicionamiento de escaleras. Se dijo que Bellew estaba decepcionado con el anuncio de Haye, pero declaró que puede tomar una pelea interina. Horas después de que se confirmara la cancelación, Tyson Fury lanzó un video en las redes sociales llamando a Bellew. En el video, dijo: "Estaré listo, dispuesto y esperando para pelear contra Tony Bellew, 5 de mayo, O2 Arena, Londres". Dillian Whyte tuiteó a Hearn sobre tomar el lugar de Haye y luego calificó a Bellew de cobarde. Hablando sobre una posible pelea con Fury, el entrenador Dave Coldwell dijo, "Esa no es una pelea que entretendría en absoluto. Fury es grande, alto y muy, muy inteligente en ese ring. No hay forma de que me interese esa pelea ". La pelea fue reprogramada para el 5 de mayo de 2018.

### Retorno al peso crucero

#### Bellew vs. Usyk
El 21 de julio de 2018, Oleksandr Usyk (15-0, 11 KOs) derrotó a Murat Gassiev por decisión unánime de convertirse en el campeón mundial de peso crucero indiscutible y convertirse en el primer boxeador en levantar el Trofeo Muhammad Ali. Cuando se le preguntó a quién le gustaría pelear a continuación, Usyk dijo: "En este momento escuché que Tony Bellew quiere pelear contra el ganador del Trofeo Muhammad Ali. Espero que me vea hablando..." Hola, Tony Bellew. ¿Estás listo?' "Si él no quiere bajar, yo subiré por él. ¡Comeré más espaguetis para mi cena!" Bellew respondió a través de las redes sociales que aceptaría la pelea, sin embargo, declaró que la pelea necesita tener ubicación en 2018 y por el campeonato indiscutible. Bellew creía que una pelea en el peso pesado no sería tan atractiva. Bellew también declaró que sería la última pelea como profesional. A fines de julio, se dijo que la pelea probablemente tendría lugar en noviembre de 2018 en Londres. Después de reuniones positivas entre Eddie Hearn y Alexander Krassyuk de K2, el 20 de agosto, Boxing Scene informó que la pelea probablemente se llevaría a cabo el 10 de noviembre de 2018. Una semana después, K2 Promotions confirmó la fecha de la pelea. El 5 de septiembre, la AMB ordenó que Usyk comenzara a negociar con Denis Lebedev (30-2, 22 KO), quien era su "campeón en receso" y les dio hasta la primera semana de octubre de 2018 para completar las negociaciones. Se dijo que era un obstáculo para la potencial pelea entre Usyk y Bellew. Según Hearn, era probable que la pelea se retrasara hasta 2019. Antes de las negociaciones, Bellew declaró que el combate debía ocurrir en 2018. El 7 de septiembre, Usyk firmó un acuerdo de pelea múltiple con Matchroom Boxing, lo que significaba que pelearía exclusivamente en Sky Sports en el Reino Unido y DAZN en los EE. UU. Una semana después de firmar con Matchroom, la pelea entre Usyk y Bellew se anunció que tendrá lugar el 10 de noviembre en el Manchester Arena, en vivo y exclusivo en Sky Box Office.

## Récord profesional
| 30 Ganadas (20 KOs), 3 Derrotas |        |                        |      |               |            |                                                      | |
| Res.                            | Récord | Oponente               | Tipo | Rd., Tiempo   | Datos      | Localidad                                            | Notas |
| D                               | 30–3–1 | Oleksandr Usyk         | KO   | 8 (12), 2:00  | 10/11/2018 | Manchester Arena, Mánchester, Inglaterra             | Por los títulos de la WBC, WBA, WBO y IBF del peso crucero                                               |
| G                               | 30–2–1 | David Haye             | TKO  | 5 (12), 2:14  | 05/05/2018 | The O2 Arena, Londres, Inglaterra                    | |
| G                               | 29–2–1 | David Haye             | TKO  | 11 (12), 2:16 | 04/03/2017 | The O2 Arena, Londres, Inglaterra                    | Debut en peso pesado                                                                                     |
| G                               | 28–2–1 | BJ Flores              | KO   | 3 (12), 2:11  | 15/10/2016 | Echo Arena, Liverpool, Inglaterra                    | Retiene el título WBC del peso crucero                                                                   |
| G                               | 27–2–1 | Ilunga Makabu          | KO   | 3 (12), 1:20  | 29/05/2016 | Goodison Park, Liverpool, Inglaterra                 | Gana el vacante título WBC del peso crucero                                                              |
| G                               | 26–2–1 | Mateusz Masternak      | UD   | 12            | 12/12/2015 | The O2 Arena, Londres, Inglaterra                    | Gana el vacante título Europeo del peso crucero                                                          |
| G                               | 25–2–1 | Artūrs Kuļikauskis     | TKO  | 5 (8), 2:07   | 05/09/2015 | First Direct Arena, Leeds, Inglaterra                | |
| G                               | 24–2–1 | Ivica Bačurin          | TKO  | 10 (10), 1:12 | 26/06/2015 | Echo Arena, Liverpool, Inglaterra                    | |
| G                               | 23–2–1 | Nathan Cleverly        | SD   | 12            | 22/11/2014 | Echo Arena, Liverpool, Inglaterra                    | |
| G                               | 22–2–1 | Julio Cesar Dos Santos | TKO  | 5 (12), 1:17  | 12/07/2014 | Echo Arena, Liverpool, Inglaterra                    | Retiene el título WBO International del peso crucero                                                     |
| G                               | 21–2–1 | Valery Brudov          | KO   | 12 (12), 2:24 | 15/03/2014 | Echo Arena, Liverpool, Inglaterra                    | Gana el título WBO International del peso crucero                                                        |
| D                               | 20–2–1 | Adonis Stevenson       | TKO  | 6 (12), 1:50  | 30/11/2013 | Colisée Pepsi, Quebec City, Quebec, Canadá           | Por el título WBC, The Ring, y lineales del peso semipesado                                              |
| G                               | 20–1–1 | Isaac Chilemba         | UD   | 12            | 25/05/2013 | The O2 Arena, Londres, Inglaterra                    | Retiene el título WBC Silver del peso semipesado                                                         |
| E                               | 19–1–1 | Isaac Chilemba         | SD   | 12            | 30/03/2013 | Echo Arena, Liverpool, Inglaterra                    | Retiene el título WBC Silver del peso semipesado                                                         |
| G                               | 19–1   | Roberto Bolonti        | UD   | 12            | 17/11/2012 | Capital FM Arena, Nottingham, Inglaterra             | Gana el vacante título WBC Silver del peso semipesado                                                    |
| G                               | 18–1   | Edison Miranda         | TKO  | 9 (12), 1:54  | 8/09/2012  | Alexandra Palace, Londres, Inglaterra                | Gana el vacante título WBC Silver International del peso semipesado                                      |
| G                               | 17–1   | Danny McIntosh         | KO   | 5 (12), 0:38  | 27/04/2012 | Echo Arena, Liverpool, Inglaterra                    | Retiene el título Británico del peso semipesado                                                          |
| D                               | 16–1   | Nathan Cleverly        | MD   | 12            | 15/10/2011 | Echo Arena, Liverpool, Inglaterra                    | Por el título WBO del peso semipesado                                                                    |
| G                               | 16–0   | Ovill McKenzie         | UD   | 12            | 16/07/2011 | Echo Arena, Liverpool, Inglaterra                    | Retiene el título Commonwealth del peso semipesado; Gana el título vacante Británico del peso semipesado |
| G                               | 15–0   | Ovill McKenzie         | TKO  | 8 (12), 2:46  | 11/12/2010 | Echo Arena, Liverpool, England                       | Retained Commonwealth light-heavyweight title                                                            |
| G                               | 14–0   | Bob Ajisafe            | UD   | 12            | 24/09/2010 | Grosvenor House Hotel, Londres, Inglaterra           | |
| G                               | 13–0   | Atoli Moore            | TKO  | 1 (12), 2:27  | 12/03/2010 | Echo Arena, Liverpool, Inglaterra                    | Gana el vacante título Commonwealth del peso semipesado                                                  |
| G                               | 12–0   | Martial Bella Oleme    | PTS  | 6             | 5/12/2009  | Metro Radio Arena, Newcastle, Inglaterra             | |
| G                               | 11–0   | Jindrich Velecky       | TKO  | 1 (8), 1:28   | 30/10/2009 | Echo Arena, Liverpool, Inglaterra                    | |
| G                               | 10–0   | Nick Okoth             | TKO  | 3 (8)         | 18/09/2009 | Marriott Hotel Grosvenor Square, Londres, Inglaterra | |
| G                               | 9–0    | Mathew Ellis           | TKO  | 4 (6), 0:37   | 15/05/2009 | Odyssey Arena, Belfast, Irlanda del Norte            | |
| G                               | 8–0    | Phil Goodwin           | KO   | 2 (4), 1:49   | 12/12/2008 | Kingsway Leisure Centre, Widnes, Inglaterra          | |
| G                               | 7–0    | Jevgēņijs Andrejevs    | PTS  | 4             | 10/10/2008 | Everton Park Sports Centre, Liverpool, Inglaterra    | |
| G                               | 6–0    | Hastings Rasani        | TKO  | 1 (4), 1:52   | 06/09/2008 | Manchester Arena, Mánchester, Inglaterra             | |
| G                               | 5–0    | Ayitey Powers          | PTS  | 4             | 10/07/2008 | Goresbrook Leisure Centre, Londres, Inglaterra       | |
| G                               | 4–0    | Paul Bonson            | PTS  | 4             | 05/04/2008 | Bolton Arena, Bolton, Inglaterra                     | |
| G                               | 3–0    | Wayne Brooks           | KO   | 3 (4), 3:00   | 08/12/2007 | Bolton Arena, Bolton, Inglaterra                     | |
| G                               | 2–0    | Adam Wilcox            | TKO  | 3 (4), 1:56   | 03/11/2007 | Millennium Stadium, Cardiff, Gales                   | |
| G                               | 1–0    | Jamie Ambler           | TKO  | 2 (4), 1:00   | 06/10/2007 | Nottingham Arena, Nottingham, Inglaterra             | Debut profesional.                                                                                       |